# 田丸秀治
田丸 秀治（たまる ひではる、1914年4月20日 - 1990年1月25日）は、日本の実業家。電通代表取締役社長、代表取締役相談役、日本広告業協会理事長等を歴任。マルさんの愛称で親しまれた。

## 経歴
鹿児島県鹿児島市生まれ、出身。旧制鹿児島県立第一鹿児島中学校（現鹿児島県立鶴丸高等学校）を経て、1935年第七高等学校造士館文科卒業。1938年東京帝国大学文学部を卒業。旧制中学校の教諭を経て、七高先輩の吉田秀雄に招かれて1948年に日本電報通信社に入社。部長、局長を経て、1967年に電通常務取締役に就任。その後、専務取締役を経て、1977年に代表取締役社長に就任。同時に吉田秀雄記念事業財団の理事長にもなる。アメリカの広告会社との合併による国際事業の展開、総合コミュニケーション産業への業務領域拡大などを実現。1985年に代表取締役相談役に退く。それ以外にも日本広告業協会理事長、東京商工会議所広報委員長、日本経営者団体連盟常任理事、経済同友会幹事を歴任。
1990年1月25日午後6時27分に結腸癌の為、東京女子医科大学病院で死亡。

## 受賞歴
- 1982年 - シルヴェステル勲章[1]
- 1985年 - 勲二等旭日重光章[1]
- 1991年 - マスコミ功労者顕彰[1]